# Одураченный котик
«Одураченный котик» (англ. Kitty Foiled) — тридцать четвёртый эпизод из серии короткометражных мультфильмов «Том и Джерри». Дата выпуска: 8 мая 1948 года.

## Сюжет
В начале домашняя канарейка в клетке с ужасом смотрит на хаотическую погоню Тома за Джерри. Том, раз за разом, пытается ударить убегающего Джерри метлой — и разбивает/ломает всю мебель и посуду, которая попадается на его пути. Погоня переходит к столу, Джерри прячется под бокалами. Том разбивает бокалы на куски, но вдруг один из бокалов сам по себе убегает от кота. Том ловит и переворачивает бегущий бокал, и оттуда выглядывает Джерри. Сердце у испуганного мышонка бьётся, как и положено, на левой стороне груди, но мышонок зажимает сердце лапой, и тогда оно продолжает биться уже на правой стороне. Том готовится нанести смертельный удар обломком метлы… Канарейка не может оставаться в стороне, и поэтому она спасает Джерри, сбросив на Тома дно своей клетки. Том вырубается на несколько секунд, и это даёт Джерри шанс. Мышонок быстро юркает в свою норку, и Том чуть не ловит его в последний момент (после того, как коту не удаётся попытка и он вытаскивает свою застрявшую пасть из норки, пасть становится похожей на почтовый ящик).
Кот набрасывается на виновную в его промахе канарейку, но птичка успевает выскочить из своей клетки и закрыть там Тома (подставив снизу под прыгнувшего кота съёмное дно клетки). Канарейка бросается вперёд по столу, но тут из-под доски выскакивает Том и проглатывает её. Птица вылезает изо рта Тома и взлетает. Но Том не собирается отставать и в погоне за птицей он тоже взмывает вверх, правда, безрезультатно, вмазавшись головой об стену. Кот быстро оправляется от удара, бросается к перевёрнутому цветочному горшку, под которым спряталась канарейка, и смотрит внутрь через дырку в днище. У канарейки, как и у Джерри, тоже безумно бьётся сердце в груди, но канарейка поворачивается задом, чтобы прикрыть сердце и тогда оно продолжает биться уже в заду. Джерри не может спокойно смотреть на страдания канарейки, спасшей ему жизнь, и он тоже спасает птицу, прицепив Тома за верх шторы. Том переключает внимание на Джерри, но и тут мышонка спасает канарейка, схватив его в полёте и быстро юркнув в норку. Том опять застревает ртом в норе, и после того, как он его вытаскивает, рот опять принимает форму почтового ящика. Во рту оказываются Джерри и канарейка, которые сразу же выскакивают оттуда и возвращаются в нору (Том, временно изуродованный, не может им помешать). Джерри и канарейка клянутся в вечной дружбе. Оба осторожно выходят из норки. Никого вокруг нет. Джерри прощается с канарейкой и та летит в свою клетку, но тут её «заточает внутри своей пасти» неожиданно вылезший Том. Джерри сразу же бросается на помощь новообретённому другу. Мышонок подбегает к морде кота и разбивает его зубы молотком, освобождая канарейку.
Канарейка выбивает пинком обломок последнего зуба и улетает, и Том ловит убежавшего Джерри. Но и тут канарейка помогает своему другу, зажав хвост Тома доской из пола, отчего тот ударяется головой о дно клетки. Кот начинает новую погоню, во время неё канарейка прячет Джерри за штору. Том сидит рядом со шторой и подкарауливает своих врагов — и тут из-за шторы, как из вигвама, выходит Джерри, замаскированный под вождя индейцев. Мышонок басом говорит Тому «хау», что на языке индейцев значит приветствие (а также аналог фразы «Я всё сказал»), и с достоинством удаляется. Из корзинки на его спине высовывается канарейка, замаскированная под индейского ребёнка, и машет Тому в знак приветствия. Одураченный кот машет ей в ответ и расплывается в глупо-умилённой улыбке. Тут кота осеняет, что его обманули, и он сразу же бросается в погоню за Джерри. Во время погони канарейка случайно выпадает из корзинки, и Том переключает своё внимание сначала на неё, а потом опять на Джерри. Джерри ныряет под шкуру белого медведя и выходит наружу, и, когда Том высовывается наружу, канарейка опускает на его шею верхнюю челюсть медведя. Том, шея которого «прикушена медведем», верещит от боли. Канарейка перелетает на стол, берёт игрушечный пистолет, и, когда к ней подбегает Том, птица угрожает ему пистолетом. Том очень испуган, и он пятится, пока канарейка его не загоняет в угол у камина (во время преследования, когда канарейка нечаянно роняет пистолет, Том, трепеща, опять ей его вручает, и продолжает от неё пятиться). Том не видит, как Джерри откручивает лампочку и для эффекта того, что канарейка как будто бы выстрелила, роняет её. Том думает, что это конец, и якобы прощается с жизнью (при этом он подбрасывает монетку, как умирающий гангстер Ринальдо в старой версии фильма Scarface). Джерри и канарейка верят в смерть Тома (считают, что у него от страха лопнуло сердце), и празднично танцуют под кельтскую музыку «Auld Lang Syne».
Том понимает, что он вовсе не умер, и поэтому демонстрирует «живого и здорового себя» Джерри и канарейке, пожав им руки. Джерри и канарейка дурят Тома, заставив его жать руки самому себе. Том, конечно же, вскоре понимает, что его обдурили, и бросается на обоих. Мышь и канарейка разбегаются в разные стороны, но тут Джерри врезается в ножку стола и теряет сознание. Том привязывает мышонка к путям игрушечной железной дороги. Ведя себя как ходульный злодей из чёрно-белых фильмов, кот садится на игрушечный поезд, заводит его и едет прямо к своей жертве (Джерри) под аккомпанемент увертюры «Севильского цирюльника» Джоаккино Россини. При этом у Тома трудноописуемое садистское ликование на лице. Испуганная Канарейка берёт из гардероба шар для боулинга и в полёте сбрасывает его на Тома. Джерри, видя подъезжающий поезд, произносит предсмертную молитву… Шар падает на рельсы в последний момент, и Том на поезде проваливается («уезжает») прямо в образовавшуюся дыру. После этого Джерри и канарейка сидят в клетке и весело насвистывают My Blue Heaven.

## Факты
- Название серии отсылает к оскароносной картине 1940 года «Китти Фойл».
- В сцене, где Том привязывает Джерри к игрушечной железной дороге, звучит увертюра к опере «Севильский цирюльник».
- Канарейка появится ещё раз в серии «The Flying Cat» (Летающий кот).
- Фрагмент этого мультфильма показан в мультфильме «Жизнь с Томом».
- Момент, когда Джерри и канарейка замаскированы под индейцев, был вырезан в некоторых показах мультфильма в США.
- Это единственная серия, в которой аниматор — Ирвинг Левин.